# 救急戰隊GoGo V
《救急戰隊GoGo V》，是由日本東映製作的《超級戰隊系列》第23部特攝作品，於1999年（平成11年）2月21日至2000年2月6日期間每週日上午7時30分在朝日電視台首播。

## 作品特色
- 以「消防」及「救援」作為主題的《超級戰隊系列》作品。
- 首次出現以「鐵路列車」為設計的大型機組（Go Liner／V Liner）。
- 繼《大戰隊風鏡V》後第二部採用「＿V[註 1]」命名的戰隊。
- 繼《地球戰隊Fiveman》後第二支「家族」戰隊，其五名隊員彼此皆為兄弟關係。
- 此作的第六人戰士則有別於過往戰隊，其為具自主AI的大型機械人[註 2]。

## 故事概要
作為消防及救援世家的巽氏家族，他們繼承了自江戶時代其祖先的家鉢，以保護人民生命為其使命。
然而，來自宇宙的災魔一族則為復活邪惡魔女格蘭狄努，故亦開始以天然災害侵略地球。而察覺到災魔存在的巽氏家族大家長－巽世界則啟動其秘密籌備了十年的應戰設備，並任命其五名兒女成為「救急戰隊GoGo V」與災魔對戰。

## 登場角色

### 救急戰隊GoGo V
救急戰隊GoGo V，五人為巽家五兄弟，並且全為擔任消防及救援工作。
在成為GoGo V後則被其父巽世界辭退原有工作，直至與災魔的戰鬥結束後才返回其工作崗位。
巽 纏（タツミ マトイ）／ Go Red
演：西岡龍一朗
巽家的長子，為首都消防局的救援隊隊長，同時亦為GoGo V的隊長。
個性容易衝動、固執與老古板，但具責任感的他在執行任務時卻不懼任何危險搜救他人，而在成為GoGo V後亦較常對其四位弟妹指揮救援工作。
於著裝後能夠透過其護目鏡確認及分析火災現場，同時其強化服具耐熱性與耐寒性以及配備大量氧氣與電池，可適用於長時間救援工作，至於其戰鬥風格亦尤為大膽。
巽 流水（タツミ ナガレ）／ Go Blue
演：谷口賢志
巽家的次子，為首都消防局的化學消防班隊員兼研究員。
與大哥纏不同的是其個性較為冷靜沈著，並較以大局為重，另外其自身亦精通機械工程學，故有時亦會替其父親設計裝備。
於著裝後其強化服系統內輸入了大量消防設備的使用資訊，並且能分析藥物、機械甚至敵人的弱點，而其戰鬥時則擅長射擊戰。
巽 鐘（タツミ ショウ）／ Go Green
演：原田篤
巽家的三子，首都消防局的航空班隊員。
其個性我行我素，而且對年長女性毫無抵抗力，但一旦接觸飛行操縱桿時其信心則會大增。
於著裝後其強化服能承受於飛行器升降時的重力以及內置高性能無線電連接世界各地的航空管制站及飛行器以進行通訊，而戰鬥時皆以空中戰與快速攻擊為主。
其他登場作品：《海賊戰隊豪快者》
巽 大門（タツミ ダイモン）／ Go Yellow
演：柴田賢志
巽家的四子，為首都警察的巡查。
雖為五兄弟中最小的弟弟，但尤為討厭被當作弟弟對待，而其自身亦有不願輸給哥哥們的勤奮心。
擅長柔道與相撲，並以此作為戰鬥技巧。而於著裝後其強化服系統亦能連接至警察總部與之通訊及獲得第一手情報。
其他登場作品：《百獸戰隊牙吠連者VS超級戰隊》
巽 祭（タツミ マツリ）／ Go Pink
演：坂口望二香
巽家中唯一的女兒兼排名最小，為隸屬國立臨海醫院的救護員。
其個性堅強，並且有一顆扶持之心，而在父母失去聯絡期間亦會兼任母職。
於著裝後可透過接觸傷者知悉對方的健康與傷勢，隨後其強化服系統則會顯示相應的應急措施，至於戰鬥時亦以敏捷靈活的身手為主。
其他登場作品：《海賊戰隊豪快者》

#### GoGo V的協力者／相關者
巽 世界（タツミ モンド）
演：Mike眞木
巽家的大家長（五兄弟的父親）。
於十年前發現於宇宙出現的負能量會伴隨災難後，便一言不發離開家人後開始籌備應戰設備，直至災魔降臨地球時才重新出現於其兒女眼前。
擅長彈奏吉他跟駕駛摩托車。
分析機器人·米特
聲：相田沙也加
巽博士的助手機械人。
具自主性AI，並負責感知災魔出現、分析情報與戰況等。
速瀨 京子（はやせ きょうこ）
演：宮村優子
鐘於航空學校學習時的前輩，於第2集初登場。
是位宇航員兼穿梭機駕駛員，於一次執行任務完成後返回地球時遭到災魔攻擊，幸好及時獲得GoGo V的救援才化險為夷。
對GoGo V尤為欣賞，而其自身亦擁有必勝意志及男子氣概，而同樣擅長機械工程的她有時亦會協助巽博士。
乾 謙二（いぬい けんじ）
演：岩尾拓志
首都消防局的消防總監，於第8集初登場。
其家族與巽家同為自江戶時代便擔任消防與救援工作的世家，而過往亦為曾與巽博士赴湯蹈火的同事兼好友。
初時因對於巽氏五兄妹無故辭職並成為GoGo V一事而感到不滿，甚至曾下令停止救急戰隊的相關工作，但後來因看到五人的奮勇表現後亦也不忘當年救難的艱辛與困苦，徹底感動的他亦因而改變心意。
已婚，並育有一女。
 Liner Boy／Max Liner／Max Shuttle
聲：山岸功
以太陽能電池驅動的大型機械，於第21集初登場。
具自主性AI，而其個性雖調皮但懂得禮貌行事。
可獨自變形為新幹線列車型態Max Liner、穿梭機型態Max Shuttle以及大型機械人Liner Boy。
平時會以Max Liner型態收納於Max Area內，並可於宇宙中飛行，而其Max Shuttle型態配備武器為4門光束炮Max Vulcan，兼且能與Go Liner連結為Space Go Liner後將其牽引至宇宙空間航行。而在宇宙空間吸收了太陽光後亦能變形為Liner Boy，而配備武器為兩門光束炮Max Gun以及附設的護盾Blaster Shield。
巽 律子（タツミ リツコ）
演：吉澤京子
巽家五兄弟的母親，於第42集初登場。
過去為找尋失去聯絡的丈夫巽博士而離家，然而因遇上空難而在他人不知曉身份的情況下於醫院昏迷了八年。
後來從昏迷中甦醒的她亦透過電話替與災魔決戰的巽家五兄弟給予鼓勵，而最後便與其家人團聚。

### 災魔一族
災魔一族，為以破壞為主的惡魔種族，並有著統治整個宇宙之野心。
當太陽系的星球於呈現以地球為中心的「大十字星象」時，災魔一族的最大支配者－大魔女格蘭狄努則會以其星象帶來的神秘力量而復活，而災魔一族之族人亦為能順利復活格蘭狄努故設法將具正能量的地球摧毀。
大魔女 格蘭狄努
聲：山田美穗
災魔一族的最大支配者，於第11集初登場。
為由宇宙中的負能量結合的生命體，並有着支配整個宇宙的野心。而對其親生兒女卻毫無憐憫之心，甚至將他們當為其棋子。
在太陽系的星球呈現大十字星象時亦藉著其星象的力量降臨地球，但因當時於災魔進行其降臨儀式時卻遭到GoGo V的阻撓而以不完全的姿勢現身，而後期在知曉無法倚靠孩子們所給予自己能量後，便以自身吸收積存於地底的負面能量成為完全型態。
後來在魔宮帕拉迪可與Go Red交手戰敗後爆炸，隨後卻復活並以巨大化型態與GoGo V，雖被Max Victory Robo摧毀了肉體，但格蘭狄努殘存的魔力卻足以將整個地球包覆在負面能量之中，並以能量體型態再度復活。
隨後亦復活了吉爾菲瑟及沙拉曼狄斯，而格蘭狄努甚至將自身全部魔力灌注於兩人讓他們成為最強的兩大破壞神，但最後在兩人被GoGo V擊敗後，孤注一擲的格蘭狄努亦因而自取滅亡。
災魔四兄弟
於第2集初登場。
為災魔一族的四位幹部，同時亦為格蘭迪努的兒女。
冥王 吉爾菲瑟
聲：中村大樹
災魔四兄弟的長子。
為初期災魔一族的最高司令官，而其胸膛上則有一顆作為冥王象徵的紅色星星。
操縱與指揮「天」屬性的災魔獸，而使用武器為長槍。
對人類冷酷無情，但尤為疼愛其弟妹，而初期亦對其母親特別尊敬。
後來以其秘藏的三位冥界魔鬥士應戰GoGo V，然而在三人相繼被擊敗後則決定捨身巨大化與GoGo V戰鬥，但最後還是被Max Victory Robo擊敗，隨後其冥王之星的力量則由德羅布繼承。
後期被戈波魯達與蒂娜絲合謀利用寄生獸帕拉撒特，以纏的生命能量及蒂娜絲的犧牲而完全復活，但在不敵格蘭狄努的法力操縱將弟弟戈波魯達殺害後則看透了不擇手段的母親真面目而與其反目，然而卻遭到格蘭狄努的魔力制裁將其化為惡魔之火打算將GoGo V燃燒殆盡，而吉爾菲瑟在臨終前則向Go Red坦言必須打倒魔宮內的格蘭狄努才能拯救其弟弟們，並且也表示羨慕他們之間的羈絆。
其後化為能量體的格蘭狄努認為吉爾菲瑟的肉體尚有利用價值而將其復活作為沙拉曼狄斯的兵器，然而在對戰期間吉爾菲瑟卻意外地因Go Blue與Go Green的話語被喚醒其原有心靈，卻仍被狠心的沙拉曼狄斯處刑，及後格蘭狄努亦施予魔力將吉爾菲瑟化為沒有心靈的「破壞神吉爾菲瑟二世」，但最終還是被GoGo V以Max Victory Robo Black Version擊敗。
獸男爵 戈波魯達
聲：乃村健次
災魔四兄弟的次子。
操縱與指揮「地」屬性的災魔獸，而使用武器為長矛。
個性衝動魯莽，但對家人尤為關心。
有著成為冥王的心願，但在德羅布／沙拉曼狄斯繼承了其哥哥吉爾菲瑟的冥王之星後，想成為冥王的野心也亦因而落空。
後來聽信了格蘭狄努其自身能成為冥王的詭言而在災魔之路與GoGo V對戰，但最後在與對方近身戰時卻被試圖擊敗GoGo V的格蘭狄努操縱的吉爾菲瑟殺害。
邪靈姬 蒂娜絲
演：平澤草
災魔四兄弟的長女（第三子），亦為四人中的作戰參謀。
擁有與人類相似的美貌，故亦擅長變裝以潛入人類世界行動。而其操縱與指揮的災魔獸為「水」屬性，而自身則以劍作為武器。
對長兄吉爾菲瑟尤為敬重；對戈波魯達雖帶有些許輕視的態度，但仍承認對方為其兄長；而對於早已知悉其本性的么弟德羅布／沙拉曼狄斯卻不掩蓋自身對其的敵意。至於與GoGo V對戰時則視頭腦派的流水／Go Blue以及同為女戰士的祭／Go Pink為對手。
後期與戈波魯達合謀利用寄生獸帕拉撒特以纏的生命能量復活吉爾菲瑟，殊不知因其他四位GoGo V攻擊寄生於吉爾菲瑟的雌性帕拉撒特導致纏的生命能量逆回至纏身上，而最後蒂娜絲為能完全復活其哥哥而只好將雄性帕拉撒特寄生於自己身上，並將其自身僅存的生命能量送遞予吉爾菲瑟後便香消玉殞。
童鬼 德羅布→龍皇子／龍冥王 沙拉曼狄斯
聲：闇村悠之介（德羅布）→綠川光（沙拉曼狄斯）
災魔四兄弟的么子（第四子）。
擁有龍族的血脈，而其操縱與指揮的災魔獸為「火」屬性。
初現身時仍為小嬰兒，並由皮耶魯負責照料他，同樣地亦擅長使用念力攻擊。而在長兄吉爾菲瑟被GoGo V擊敗後則獲得其冥王之星的力量並化繭沉睡，至於其魂魄則化為人類小孩子在人類世界徘徊，但後來在格蘭狄努的搧動下其魂魄則與其繭融合而急速成長為龍皇子沙拉曼狄斯，而同樣亦因繼承了吉爾菲瑟的冥王之星，故其胸膛上擁有冥王之星的他亦被賜名為「龍冥王」。另外在成為沙拉曼狄斯後其則以雙刃長槍為武器，並且能藉着冥王之星的力量製造可讓災魔獸力量增強的異空間「災魔空間」。
後來因一連串的失敗而被格蘭狄努尤感失望，隨後沙拉曼狄斯則選擇將GoGo V帶到幽魔地獄內對戰，殊不知格蘭狄努則將幽魔地獄的唯一出入口摧毀。而在GoGo V成功脫離幽魔地獄後，沙拉曼狄斯則吸收空間內的幽魔災魔獸進化為「幽魔王」，並在脫離幽魔地獄後藉將人類的靈魂轉化為能源與GoGo V戰鬥，但最後在巨大化後卻不敵GoGo V而死。
後期被化為能量體的格蘭狄努復活，但隨後亦被格蘭狄努的魔力變為沒有心靈的「破壞神沙拉曼狄斯龍」，但結果仍被GoGo V以Max Victory Robo Black Version消滅。
咒語師 皮耶魯
聲：松野太紀
侍奉格蘭狄努與災魔四兄弟的侍從，於第2集初登場。
負責替災魔四兄弟製造災魔獸以及將被打敗的災魔獸巨大化，而初期更兼任德羅布的保姆。
使用武器為可作為槍械的杖，雖然戰鬥能力不高但詭計多端。
災魔獸
跟隨災魔四兄弟的災魔一族之精英。
以四兄弟持有卡牌中的情報以負能量結合來自靈界的災魔之魂後交予皮耶魯施展咒語召來現世，而當災魔獸被擊敗後亦由皮耶魯以再生卡牌復活並巨大化，而巨大化的災魔獸僅存有破壞本能，但威力卻為重生前的一萬倍之多。
戈雷姆災魔獸
為皮耶魯運用被格蘭狄努之力量重生的岩石災魔獸瑪古瑪戈雷姆於再次被擊敗後之遺骸化為的戈雷姆卡牌讓被擊敗的災魔獸巨大化之型態。
其外貌則與其未再生時的外貌有別，並且較一般巨大化災魔獸兇猛。
無限連鎖災魔獸
為皮耶魯利用家傳的無限連鎖卡牌加上災魔獸卡牌所召喚的災魔獸。
其災魔獸的基本能力不變，然而於第一次遭受攻擊後，無限連鎖卡牌則可記錄其攻擊，然而每次攻擊招式只會記錄一次，而當無限連鎖災魔獸被擊敗後，皮耶魯亦能回收具攻擊記錄的無限連鎖卡牌重用，而前一個無限連鎖災魔獸遭受到越多攻擊，下一個無限連鎖災魔獸則相對無敵。
然而最後無限連鎖卡牌則被GoGo V送到太陽摧毀。
幽魔災魔獸
在幽魔地獄徘徊的災魔獸亡靈們。
牠們全數失去了一切感知，只剩下靈魂在空間內渴求肉體。
冥界魔鬥士
聲：石井隆夫（佐德）、齋藤龍吾（古魯）、緒方文興（茲恩）
為吉爾菲瑟使用其秘藏的冥界之卡牌所召喚的三名災魔戰士，於第19-22集登場。
三人皆為擅長劍術的佐德、擁有怪力的古魯以及善於速度戰的茲恩，並擁有較災魔獸所在的黑暗更深奧的力量，而巨大化時須使用其專用的再生卡牌。
初現身時也讓GoGo V五人嘗到敗北的滋味；後來三人於相繼被巨大化後被GoGo V消滅後，吉爾菲瑟將三人的力量組合為合成獸冥界的奇美拉，但最後還是不敵GoGo V。
幽界衛兵災魔 卡奧斯
聲：岸野幸正
為災魔獸的死後世界－幽魔地獄的守衛，於第42-43集登場。
其長槍形的錫杖能釋放破壞光束以及轉送他人前往幽魔地獄的光線，亦可操控幽魔災魔獸。
相當忠誠於沙拉曼狄斯，但最後為了保護沙拉曼狄斯而犧牲。
災魔寄生獸 帕拉撒特
於第46-47集登場。
共分為雄性與雌性：當雄性寄生於宿主後便會將其宿主的生命能量傳送予雌性宿主上。
戈波魯達與蒂娜絲曾合謀計劃予吉爾菲瑟復活而將雄性帕拉撒特寄生於纏身上，而吉爾菲瑟亦藉著接收纏的生命能量之雌性帕拉撒特復活，但後來雌性帕拉撒特被其餘四位GoGo V攻擊導致其生命能量逆回至纏，而最後蒂娜絲為成功復活吉爾菲瑟而將雄性帕拉撒特寄生於自己身上，並將其僅存的生命能量予吉爾菲瑟。
唆使魔 因普思
災魔一族的下等惡魔兵卒。
擁有喬裝人類的能力，而武器則為能變為槍械的短劍。

## GoGo V的裝備

### 裝備／武器
GoGo Brace
GoGo V的手環型變身器兼通訊器。
Anti-hazard Suit
為GoGo V於變身後身穿的強化服。
其護目鏡具搜索傷者與分析敵人弱點的功能，而五人各自的強化服皆各具不同特性的功能以應對不同環境的災難現場。
V Laser
GoGo V的標準武器，於第2集初登場。
可變形為兩種模式：分別為適用於射擊戰的「雷射槍」以及近戰用的「警棍」。
Life Bird
GoGo V的鳥型武器。
能以雀鳥模式「Bird Mode」飛行，並可分拆為五種武器Rescue Tool，分別為鳥啄型鑽頭Beak Driller、作為Life Bird身軀的滅火器型武器Build Discharger、翅膀外型的剪刀Wing Spreader、鳥爪型錨繩Claw Archor以及尾部的無針式注射器Tail Injector，而重新組合為必殺模式「Breaker Mode」後則能釋放必殺光束彈「Calamity Breaker」。
Command Attacker
救援用的機車，於第3集初登場。
由機車Fire Commander與邊車Attacker Pod兩部分組合，而兩者亦能分開駕駛，座艙攻擊者能以最高速度300km/h射出攻擊。另外Fire Commander亦配備雷射炮Pulse Laser Cannon、紅外線感測器以及警示燈等；而Attacker Pod亦配備兩個可發射光束攻擊的鑽頭。
V Lancer
由巽博士研發的騎槍型武器，於第18集初登場。
以裝備「V」字迴力鏢V Boomerang後可變形為騎槍進行近戰斬擊；而裝備其專用手把後則變形為槍械V Machine Gun，而五人亦可藉此釋放必殺技「Big V Buster」，為以其釋放的光束集中於一點凝聚為光彈後攻擊敵人。
V-Mode Brace
由巽博士研發的多功能手環，於第22集初登場。
以輸入三位數字的密碼便能發動攻擊、機組合體等指令。
Go-Blaster
由流水為了能靈活運用V-Mode Brace而開發的槍械，於第29集初登場。
具「攻擊」與「救援」兩種作用，其裝備的等離子子彈威力則較V Laser強約兩倍。此外其亦能夠釋放滅火劑、雷射繩束、冷凍子彈、束縛用的能量環以及繩網子彈等。
當裝備V-Mode Brace後則能轉換為「Hyper Mode」，同樣其必殺技為五人同時以Hyper Mode狙擊的「Hyper V」。

### 大型機械
Bay Area 55
為巽博士以自身資金研發的大型基地，為GoGo V的指揮中心兼大型機械的收納庫。
座落於東京灣上，並下沈於海螢停車場的海底，而一旦出動時則會浮上水面。
然而最後則被格蘭狄努引發的大海嘯摧毀。
Max Area
建於Bay Area 55旁的Max Liner收納庫，同時亦為Space Go Liner前往宇宙的發射台。
然而最後則被格蘭狄努引發的大海嘯摧毀。
99 Machine
GoGo V的五輛救援型大型機械。
 Red Ladder
Go Red駕駛的雲梯消防車。
配備兩支滅火用的水槍以及兩條附有手腕與手指的雲梯進行救援工作。
為Victory Robo的胸部與雙手臂。
 Blue Thrower
Go Blue駕駛的化學消防車。
配備四支化學滅火器Chemical Discharger，能適用於大範圍滅火。
為Victory Robo的腹部與雙大腿；Victory Walker的上半部分。
 Green Hover
Go Green駕駛的VTOL噴射機。
配備小型炮Impact Gun，並能從空中投擲滅火彈以及吊載重物進行空中運輸。
為Victory Robo的頭部與背甲。
 Yellow Armor
Go Yellow駕駛的裝甲車。
其尾部配備可承受50噸重物的挖土鏟臂，以便清除障礙物。
為Victory Robo／Victory Walker的左小腿。
 Pink Aider
Go Pink駕駛的救護車。
內設急救室，並且能容納未能及時逃生的大量車輛。
為Victory Robo／Victory Walker的右小腿。
Go Liner
GoGo V的五輛列車型大型機械。
每輛列車皆能裝載一輛99 Machine或Mar Machine，而在出動時五輛列車則會連結為一組列車V Liner，甚至能合體為大型機械人Grand Liner。
 Go Liner 1
搭載Red Ladder或Red Mars 1的Go Liner，而配備武器為兩門高溫熱線槍Heat Cannon。
為Grand Liner的右手臂。
 Go Liner 2
搭載Blue Thrower或Blue Mars 2的Go Liner，並配備兩門可發射化學溶解劑Chemical Liquid彈的槍。
為Grand Liner的左手臂。
 Go Liner 3
搭載Green Hover或Green Mars 3的Go Liner，配備武器為兩門冷凍槍Freeze Cannon。
為Grand Liner的頭部、身驅及雙大腿。
 Go Liner 4
搭載Yellow Armor或Yellow Mars 4的Go Liner，並配備兩門炮可發射具黏性的Caulking彈。
為Grand Liner的左小腿。
 Go Liner 5
搭載Pink Aider或Pink Mars 5的Go Liner，而配備武器為兩門具麻痹作用的衝擊波槍Shockwave Cannon。
為Grand Liner的右小腿。
 Liner Boy／Max Liner／Max Shuttle
參照GoGo V的協力者／相關者。
Mars Machine
GoGo V的五輛宇宙救援型大型機械，於第30集初登場。
 Red Mars 1
Go Red駕駛的護衛型太空船。
能適用於太空護衛行動，而其機身兩側則配備導彈Fighter Missile。
為Beatles Mars的前端與後腹／Victory Mars的頭部與胸部。
 Blue Mars 2
Go Blue駕駛的消防型太空船。
能在宇宙空間進行救援工作，而配備武器則為四門可發射黏性彈的Caulking Launcher以及滅火彈的Hydrant Launcher之槍炮。
為Beatles Mars的雙後足／Victory Mars的雙手臂。
 Green Mars 3
Go Green駕駛的高速小型太空船。
能在狹窄空間進行救援工作，而配備武器則為可連續發射光束的Beam Gun。
為Beatles Mars的胸部／Victory Mars的腰部。
 Yellow Mars 4
Go Yellow駕駛的運輸型太空船。
能在宇宙空間進行設備運輸工作，其機身亦尤為堅硬，而配備武器則為機關槍Impact Cannon。
為Beatles Mars的左前足／Victory Mars的左腿。
 Pink Mars 5
Go Pink駕駛的急救型太空船。
沒有配備任何武器，但內置急救設備以及能運送傷者的移動艙Rescue Capsule。
為Beatles Mars的右前足／Victory Mars的右腿。
Max Victory Robo Black Version
為巽博士為了應付最糟糕事態時所進行極機密研究開發的究極極限系統（大型機械人），於第50集登場。
操縱者在駕駛時會有導線與機械人相互連結，而機械人則以操縱者的精神力作為其動力來源，若操縱者不放棄便能產生無限的力量。
擅長用劍作戰，武器為與Victory Robo同類型的Brave Sword，而必殺技則為以Brave Sword對敵人「X」字斬擊的「Max Victory Prominence」。

#### 合體型態
Victory Robo
由五輛99 Machine合體的大型機械人。
能擅用其可伸展的雙手臂拳擊，而使用武器則為由其腰部徽章轉化的劍Braver Sword，而必殺技為以Braver Sword斬擊的「Victory Prominence」。
Victory Walker
由Blue Thrower、Yellow Armor以及Pink Aider三輛99 Machine合體的救援型態。
Grand Liner
由五輛Go Liner合體的大型機械人，於第12集初登場。
採用較Victory Robo更強化的裝甲，而合體時每輛Go Liner須裝載99 Machine，否則便無法合體；另外在發動必殺技後其剩餘的能源則會逆流至駕駛艙，而上述問題亦於後期獲得巽博士的改善。
其右肩配備加特林機槍Liner Gatling；而左肩則配備導彈炮Liner Homing，至於其胸膛亦能釋放破壞光束Liner Plasma Beam，而其必殺技為同時發動Liner Gatling與Liner Homing的「Grand Storm」及「Grand Fire」。
Max Victory Robo
為Victory Robo與Max Shuttle的合體型態，於第22集初登場。
配備武器皆為其腰側的離子火箭炮Maximum Cannon、其雙手腕上的V Max Cannon等。另外其身上的能源板亦可以吸收爆炸的能量，再轉為自身的能源。
其必殺技為「Max Nova］，以其吸收的爆炸能量或太陽光轉化為能源後則以其身上所有槍炮攻擊。
Victory Mars／Beetle Mars
為五輛Mars Machine的合體型態，於第30集初登場。
能變形為四足步行宇宙工作型態的「Beetle Mars」與大型機械人「Victory Mars」兩種型態：Beetle Mars型態的配備武器為Mars Cannon，而雙前足則為內藏多用途工具的Beetle Arm，以進行挖掘、安裝炸彈等工作；而Victory Mars型態則以由Mars Cannon變形的長槍Jet Lance，而其前端亦搭載太空梭型導彈Top Jet。而必殺技則為以Jet Lance的Top Jet牽制對手行動後再以Jet Lance予對手「X」字斬的「Mars Flare」。

## 設定
巽防災研究所
巽家的居所兼研究中心。
其家中設有一個發射台，能經海底管道前往 Bay Area 55。
魔宮 帕拉迪科
災魔的宮殿。
位於北極的地底洞穴，而其上方為巨大的惡魔雕像，整個宮殿則猶如大型天線以接收負能量。
然而最後在Go Red攻擊格蘭狄努時卻被所產生的爆炸能量摧毀。

## 製作團隊
製作人員：
- 原作：八手三郎
- 製作人：
  - 朝日電視台：太田賢司、福吉健
  - 東映：髙寺成紀
  - 東映Agency：矢田晃一

- 劇本：武上純希、宮下隼一、小林靖子、山口亮太
- 導演：小中肇、渡邊勝也、長石多可男、諸田敏、佛田洋
- 動作導演：竹田道弘、宮崎剛
- 配樂：渡邊俊幸
- 特攝導演：佛田洋
- 製作：朝日電視台、東映、東映Agency

皮套演員：
-  Go Red：高岩成二
-  Go Blue：日下秀昭
-  Go Green：竹内康博
-  Go Yellow：蜂須賀祐一
-  Go Pink：中川素州

## 播放列表
以下時間以當地時間（日本時間）為準：
| 首播日期   | 集數 | 標題 （日語）（漢譯） | 主役災魔一方                                                           | 編劇       | 導演       |
| ---------- | ---- | --------------------- | ---------------------------------------------------------------------- | ---------- | ---------- |
| 1999/02/21 | 1    | 救急戰士！出動        | - 岩石 馬戈馬戈雷姆 （聲：前原實）                                     | 武上純希   | 小中肇     |
| 1999/02/28 | 2    | 襲捲而來的災魔一族！  | - 龍捲 托內德烏斯 （聲：青山穰）                                       | 武上純希   | 小中肇     |
| 1999/03/07 | 3    | 爆烈的兄弟之愛！      | - 炸彈 瓦斯蓋爾 （聲：江川央生）                                       | 武上純希   | 渡邊勝也   |
| 1999/03/14 | 4    | 花辦的異常氣象        | - 暗黑魔劍 索魯戈伊爾 （聲：澤木郁也）                                 | 宮下隼一   | 渡邊勝也   |
| 1999/03/21 | 5    | 成為英雄時            | - 地震 庫克庫洛斯 （聲：小池浩司）                                     | 武上純希   | 長石多可男 |
| 1999/03/28 | 6    | 霉菌來了！            | - 溶解液 扎魯達 （聲：石塚運昇）                                       | 小林靖子   | 長石多可男 |
| 1999/04/04 | 7    | 美人災魔的圈套        | - 挖掘 摩魯古爾 （聲：伊藤榮次）                                       | 武上純希   | 小中肇     |
| 1999/04/11 | 8    | 救急戰隊中止活動      | - 雷針 萊馬 （聲：根本央紀）                                           | 小林靖子   | 小中肇     |
| 1999/04/18 | 9    | 被搶走的能力          | - 吸力 斑拜耶 （聲：遠近孝一）                                         | 宮下隼一   | 渡邊勝也   |
| 1999/04/25 | 10   | 自豪的Yellow          | - 黑煙 燦巴諾 （聲：谷昌樹）                                           | 山口亮太   | 渡邊勝也   |
| 1999/05/02 | 11   | 灼熱的兩大災魔獸      | - 火焰 赫爾格洛斯 （聲：戶部公璽） - 岩石 馬戈馬戈雷姆 （聲：前原實）  | 武上純希   | 長石多可男 |
| 1999/05/09 | 12   | 決死的新連結合體      | - 火焰 赫爾格洛斯 （聲：戶部公璽） - 岩石 馬戈馬戈雷姆 （聲：前原實）  | 武上純希   | 長石多可男 |
| 1999/05/16 | 13   | 弟弟們的叛亂          | - 暴食 裘磯 （聲：楠見尚己）                                           | 小林靖子   | 小中肇     |
| 1999/05/23 | 14   | 恐怖的病毒            | - 電腦 賽巴基魯特 （聲：林一夫）                                       | 宮下隼一   | 小中肇     |
| 1999/05/30 | 15   | 童鬼德羅布出擊        | - 超音波 布羅根 （聲：松本大）                                         | 山口亮太   | 諸田敏     |
| 1999/06/06 | 16   | 小偷與災魔之蛋        | - 獎賞 加拉加 （聲：櫻井敏治）                                         | 小林靖子   | 諸田敏     |
| 1999/06/13 | 17   | 纏的新娘候補          | - 地響 加內姆賈 （聲：戶部公璽）                                       | 宮下隼一   | 長石多可男 |
| 1999/06/27 | 18   | 逆襲的V Lancer        | - 陰謀家 斯巴達魯斯 （聲：梅津秀行）                                   | 武上純希   | 長石多可男 |
| 1999/07/04 | 19   | 徹底被敗              | - 冥界魔鬥士→冥界的奇美拉                                              | 小林靖子   | 小中肇     |
| 1999/07/11 | 20   | 不滅的救急魂          | - 冥界魔鬥士→冥界的奇美拉                                              | 小林靖子   | 小中肇     |
| 1999/07/18 | 21   | 六號新戰士！          | - 冥界魔鬥士→冥界的奇美拉                                              | 武上純希   | 渡邊勝也   |
| 1999/07/25 | 22   | 冥王，最後的決戰      | - 冥界魔鬥士→冥界的奇美拉                                              | 武上純希   | 渡邊勝也   |
| 1999/08/01 | 23   | 拯救幽靈作戰          | - 墓荒 桑比斯度 （聲：清川元夢）                                       | 長石多可男 | 宮下隼一   |
| 1999/08/08 | 24   | 小孩救急戰士          | - 幼化 賽蓮 （聲：米本千珠）                                           | 長石多可男 | 山口亮太   |
| 1999/08/15 | 25   | 大魔女降臨之時        | - 祭司 哈利魯央 （聲：岸野一彦）                                       | 武上純希   | 諸田敏     |
| 1999/08/22 | 26   | 炎之龍皇子誕生        | - 探索 迪斯達可 （聲：夏井貴浩）                                       | 武上純希   | 諸田敏     |
| 1999/08/29 | 27   | Yellow離開戰線        | - 弓術 多古魯 （聲：寺島幹夫）                                         | 小林靖子   | 小中肇     |
| 1999/09/05 | 28   | 被奪走的Boy！         | - 軟體 迪斯馬爾 （聲：岡和男） - 馬戈馬戈雷姆（模擬體） （聲：前原實） | 山口亮太   | 小中肇     |
| 1999/09/12 | 29   | 忐忑不安的星空        | - 操縱 帕比當古 （聲：永野廣一）                                       | 武上純希   | 佛田洋     |
| 1999/09/19 | 30   | 逃離！暗黑惑星        | - 暗黑惑星 格蘭荻                                                      | 武上純希   | 佛田洋     |
| 1999/09/26 | 31   | 切裂的災魔空間        | - 吸引 巴究馬 （聲：千田義正）                                         | 長石多可男 | 宮下隼一   |
| 1999/10/03 | 32   | 婚禮的鈴聲            | - 卡牌 戈代 （聲：前原實）                                             | 長石多可男 | 小林靖子   |
| 1999/10/10 | 33   | 單純的災魔戰士        | - 死神戰士 塔納托斯 （聲：大塚明夫）                                   | 武上純希   | 渡邊勝也   |
| 1999/10/17 | 34   | 死 否則 破滅          | - 花粉 拜拉 （聲：幹本雄之）                                           | 小林靖子   | 渡邊勝也   |
| 1999/10/24 | 35   | 黑蛇的陷阱            | - 蒂娜絲親衛隊                                                         | 宮下隼一   | 諸田敏     |
| 1999/10/31 | 36   | 奧義！龍捲風落下技    | - 格鬥技 斯班魯旦 （聲：津久井教生）                                   | 山口亮太   | 諸田敏     |
| 1999/11/07 | 37   | 美女是災魔獸！？      | - 忍耐力 加爾巴里亞 （聲：長嶝高士）                                   | 武上純希   | 小中肇     |
| 1999/11/14 | 38   | 無限連鎖與孫子與柿子  | - 武士道 哈卡究連 （聲：高塚正也）                                     | 武上純希   | 小中肇     |
| 1999/11/21 | 39   | 斬斷無限連鎖！        | - 龍戰士 利撒迪斯 （聲：酒井哲也）                                     | 山口亮太   | 渡邊勝也   |
| 1999/11/28 | 40   | 基地崩毁0秒前！       | - 炸彈蟲 希爾格穆扎 （聲：平野俊隆） - 炸彈蟲                          | 宮下隼一   | 渡邊勝也   |
| 1999/12/05 | 41   | 打敗纏的男人          | - 草耙 加巴拉 （聲：西前忠久）                                         | 小林靖子   | 諸田敏     |
| 1999/12/12 | 42   | 地獄的災魔獸軍團      | - 幽界衛兵災魔 卡奧斯 （聲：岸野幸正） - 幽魔災魔獸                    | 武上純希   | 諸田敏     |
| 1999/12/19 | 43   | 戰慄的災魔樹          | - 幽界衛兵災魔 卡奧斯 （聲：岸野幸正） - 幽魔災魔獸                    | 武上純希   | 小中肇     |
| 1999/12/26 | 44   | 救急檔案99            | -                                                                      | 山口亮太   | 小中肇     |
| 2000/01/02 | 45   | 初夢是災魔的旋律      | - 夢幻 巴哈姆 （聲：櫻井孝宏）                                         | 山口亮太   | 渡邊勝也   |
| 2000/01/09 | 46   | 噴火的消防機器人      | - 消防機械人·Big Dozer（第46集） - 災魔寄生獸 帕拉撒特*2               | 小林靖子   | 渡邊勝也   |
| 2000/01/16 | 47   | 冥王！復活的代價      | - 消防機械人·Big Dozer（第46集） - 災魔寄生獸 帕拉撒特*2               | 武上純希   | 長石多可男 |
| 2000/01/23 | 48   | 決戰災魔宮殿          | -                                                                      | 武上純希   | 長石多可男 |
| 2000/01/30 | 49   | 覺醒！兩大破壞神      | - 破壞神 - 吉爾菲瑟二世 （聲：中村大樹） - 沙拉曼狄斯龍 （聲：綠川光） | 武上純希   | 小中肇     |
| 2000/02/06 | 50   | 燃燒的救急之魂        | - 破壞神 - 吉爾菲瑟二世 （聲：中村大樹） - 沙拉曼狄斯龍 （聲：綠川光） | 武上純希   | 小中肇     |

## 音樂
片頭曲：
作詞：桑原永江
作曲、編曲：渡邊俊幸
演唱：石原慎一、EVE（合唱部分）
片尾曲：
作詞：藤林聖子
作曲：風戶慎介
編曲：佐橋俊彦
演唱：高山成孝
插曲

作詞：藤林聖子
作曲、編曲：有澤孝紀
演唱：石原慎一

作詞：桑原永江
作曲：渡邊俊幸
編曲：山本健司
演唱：宮內堂千

作詞：桑原永江
作曲：渡邊俊幸
編曲：龜山耕一郎
演唱：山形幸生

作詞：藤林聖子
作曲、編曲：佐橋俊彦
演唱：皮耶魯（松野太紀）

作詞：藤林聖子
作曲・編曲：佐橋俊彦
演唱：GO2合唱團

作詞：小林靖子
作曲：渡邊俊幸
編曲：石川惠樹
演唱：坂井紀雄

作詞：桑原永江
作曲、編曲：山本健司
演唱：Go Go MICKEY-T

作詞：桑原永江
作曲：渡邊俊幸
編曲：奥慶一
演唱：石原慎一

作詞：北林愛
作曲、編曲：龜山耕一郎
演唱：高山成孝

作詞：藤林聖子
作曲、編曲：佐橋俊彦
演唱：蒂娜絲（平澤草）

作詞：桑原永江
作曲：渡邊俊幸
編曲：奥慶一
演唱：石原慎一

作詞：洲崎千惠子
作曲、編曲：奥慶一
演唱：巽祭（坂口望二香）

作詞：金子湊
作曲、編曲：外山和彦
演唱：宮内堂千

作詞：藤林聖子
作曲、編曲：佐橋俊彦
演唱：速瀨京子（宮村優子）

作詞：桑原永江
作曲：渡邊俊幸
編曲：奥慶一
演唱：石原慎一

作詞：藤林聖子
作曲、編曲：奥慶一
演唱：T.Bros.（西岡龍一朗、谷口賢志、原田篤、柴田賢志、坂口望二香）

作詞、作曲、演唱：Mike真木
編曲：山口玉三郎

## 其他相關媒體
VS系列：
《救急戰隊GoGo V 衝突！新出現的超戰士》
此作首部VS篇作品，亦為《超級戰隊系列》首部僅單一戰隊登場的VS篇作品，於1999年7月9日發售。
《救急戰隊GoGo V VS銀河人》
此作與《星獸戰隊銀河人》的聯動作品，於2000年3月10日發售。
《未來戰隊時間連者 VS GoGo V》
此作與《未來戰隊時間連者》的聯動作品，於2001年3月9日發售。

## 外部連結
- 救急戦隊ゴーゴーファイブ （页面存档备份，存于）（スーパー戦隊ネット内の紹介記事）